# Victor Regnart
Pour les articles homonymes, voir Regnart.
Victor Regnart, né le 25 janvier 1886 à Élouges et mort le 9 novembre 1964 à Wihéries, est un peintre paysagiste, portraitiste et graveur belge. Il s'est principalement attaché à représenter la région du Borinage et ses habitants.

## Biographie
Victor Marius Nicolas Joseph Regnart, né le 25 janvier 1886 à Élouges, est le fils de Victor Regnart, peintre en bâtiment, et de Célénie Dequevy. Il est issu d'une famille portée sur l'art et la peinture. Son oncle et son grand-père sont également peintres et ont contribué à l'épanouissement de ses talents naturels. Le 22 septembre 1922, il épouse Marie Regnart, sa cousine germaine, à Élouges.
Dès l'âge de neuf ans, il se distingue au cours de dessin de son école. À l’âge de 12 ans, son oncle le met au défi de représenter un masque en plâtre en face de lui. Le résultat est à ce point probant que son entourage le soutient dans son désir de se lancer dans des études artistiques.
En 1902 à 1908, Victor Regnart étudie la peinture et la gravure à l'Académie royale des Beaux-Arts de Mons. Il y est le condisciple d’Anto Carte, Louis Buisseret, d'Alfred Moitroux et d'Alexandre Louis-Martin.
En 1908, il poursuit ses études à l'Académie royale des Beaux-Arts de Bruxelles avec Jean Delville et Herman Richir puis à l'Académie royale des Beaux-Arts d'Anvers.
En 1911, il termine second au prix de Rome en gravure, derrière son condisciple Louis Buisseret.
Après ses études, Victor Regnart retourne dans sa famille et dans son village. Cet environnement devient le sujet principal de ses peintures, suivant les saisons, la pluie, la neige, le froid matinal ou les lueurs du couchant. Les vieux corons d'Élouges sont l'un de ses sujets de prédilection.
De 1936 à 1951, il est professeur à l’Académie royale des Beaux-Arts de Mons. De 1949 à 1951, il est le directeur ad interim de cette académie.
Les centaines de toiles et de gravures qu'il a réalisées montrent son don d'observation allié à sa maîtrise de la palette et de technique de gravure.
Il a exposé à Dour, à l'hôtel de ville de Mons, à La Louvière et à Bruxelles. Couronnant sa carrière de peintre régionaliste, trois expositions (1956, 1958 et 1962) sont successivement organisées dans son village d'Élouges, auquel il est resté attaché sa vie durant.  
Victor Regnart et son épouse décèdent à Wihéries à l'automne 1964 : elle, le 15 octobre 1964, lui, trois semaines plus tard, le 9 novembre. Ils ont tous les deux été inhumés au cimetière d'Élouges

## Style artistique
Peintre régionaliste par excellence, Victor Regnart s'est surtout cantonné à représenter la région du Borinage et de sa population laborieuse. Il y a peint maints types de mineurs, des corons, de villages et des paysages champêtres dans un style réaliste coloré. Sa palette chatoyante et variée au début de sa carrière prendra des tonalités plus sombres par la suite. Ont contribué à la qualité de ses œuvres, son talent de dessinateur et un sens de la composition tendant vers l'Impressionnisme par l'usage qu'il fait des couleurs. 
Plus marginalement, il a exécuté des compositions florales, des natures mortes et des nus.

## Sélection d'œuvres
Ses œuvres notables sont :
- La Pieta (ou la mère au lendemain de la catastrophe), huile sur toile.
- L'Escappé, huile sur toile.
- Tailleur de pierre, huile sur toile, 1922.
- Deuil Borain, huile sur toile, Maison communale de Dour.
- Nu, huile sur toile, 1930.
- Rue du Borinage, huile sur toile.
- Portrait de mineur, huile sur toile.
- Mère allaitant son enfant, huile sur toile.
- Cour de village borain, huile sur toile, 1930.
- Vieille Maison, huile sur toile, 1934.

## Hommages
Une stèle a été érigée devant la maison où ont vécu Victor et Marie Regnart, rue du Commerce à Élouges.
Un certain nombre de ses œuvres sont exposées au musée Georges Mulpas de Dour.
Une « Avenue Victor Regnart » perpétue sa mémoire à Dour.
Le roman de Françoise Houdart, Les Profonds Chemins, publié en 2013 évoque la vie réelle et supposée de Victor Regnart. Ce roman a été couronné du prix Charles Plisnier.